# Ulwa sałatowa
Ulwa sałatowa, błonica sałatowa, sałata morska (Ulva lactuca L.) – gatunek roślin z gromady zielenic.

## Występowanie
Gatunek kosmopolityczny. Występuje w wodach przybrzeżnych mórz przy wszystkich kontynentach od Alaski i Spitsbergenu po Szetlandy Południowe, nie wyłączając wód strefy międzyzwrotnikowej. Także na wybrzeżach izolowanych wysp, jak Wyspa Wielkanocna. W Bałtyku notowany w jego południowo-zachodniej części.

## Morfologia
Glon zbudowany z łatkowatej plechy osiągającej długość do 20 cm i szerokość do 15 cm. Jest dwuwarstwowa, przyczepiona do podłoża i ma żywozielony kolor. Mimo że dwuwarstwowość plechy była przez wiele lat uważana za cechę odróżniającą rodzaj Ulva od rodzaju Enteromorpha (o kiszkowatej plesze), zdarzają się osobniki ulwy sałatowej o plesze częściowo dwuwarstwowej, a częściowo kiszkowatej (rurowatej), a nawet całkowicie kiszkowatej.

## Znaczenie
Sałata morska jest jadalna, dość pożywna, jednak mało smaczna. Używana jest głównie w Japonii, gdzie zamiast warzyw dodaje się ją do potraw rybnych i mięsnych (zwłaszcza baraniny).